# Американо-Антарктический хребет
Американо-Антарктический хребет (ААХ) (англ. American–Antarctic Ridge (AAR)) — тектоническая зона разбрасывания между Южно-Американской плитой и Антарктической плитой. Проходит вдоль морского дна от тройного соединения Буве в южной части Атлантического океана на юго-запад до Южно-Сандвичевого трансформного разлома у Южных Сандвичевых островов.